# Bácsborsód
Bácsborsód (kroatiska: Boršot) är en ort (by) i provinsen Bács-Kiskun i södra Ungern. Orten har 1 028 invånare (2024), på en yta av 77,52 km². Den ligger cirka 18,5 kilometer sydost om Baja.